# The Thin Red Line
The Thin Red Line is een drama-oorlogsfilm uit 1998 onder regie van Terrence Malick. Hij baseerde het scenario op een boek van James Jones over de Slag om Guadalcanal tijdens de Tweede Wereldoorlog. Malick zou twintig jaar bezig geweest zijn met de voorbereiding van de film en er wegens geldnood bijna de brui aan gegeven hebben, totdat 20th Century Fox meer geld op tafel legde.
The Thin Red Line werd genomineerd voor zeven Academy Awards, waaronder die voor beste film, beste scenario en beste regie. Meer dan vijftien andere prijzen werden de film daadwerkelijk toegekend, zoals de Gouden Beer en vijf Satellite Awards.

## Verhaal
The Thin Red Line brengt het relaas van de zestigkoppige compagnie C (Charlie Company), behorend tot de Amerikaanse strijdkrachten die het door de Japanners bezette eiland Guadalcanal moeten heroveren. Onder het bevel van een verbitterde en ambitieuze overste (Nick Nolte) wordt een groep jonge soldaten een onneembare heuvel opgejaagd. De kijker ondergaat de waanzin van dit bevel door de doodsbange ogen van deze jonge soldaten.
De film is redelijk filosofisch en moet het vooral hebben van de prachtig in beeld gebrachte scènes, met een nauwkeurige aandacht voor contrast en menselijke ellende. Zo confronteert de regisseur de kijker met de paradox tussen het geweld van de oorlog en de paradijselijke natuur van de eilanden in de Stille Oceaan, en brengt hij het verhaal van de individuele soldaten.
The Thin Red Line is dus zeker geen heroïsche film maar zet aan tot nadenken. In die zin is het een anti-oorlogsfilm, ook al omdat aan de Japanse soldaten een menselijk gezicht gegeven wordt. Critici verschilden sterk van mening over de film: van de zeven nominaties voor de Academy Award werd geen enkele toegekend, maar The Thin Red Line won de hoofdprijs op het Internationaal filmfestival van Berlijn. De film werd geprezen voor zijn meesterlijke fotografie en aandacht voor fijne details, maar vertoonde ook fouten.

## Productie
Door de montage kwamen veel bekende namen uiteindelijk slechts heel kort in de film voor. Zo zijn de rollen van John Travolta en George Clooney niet veel meer dan cameo's, hoewel Clooneys naam prominent voorkwam in de marketing voor de film. Adrien Brody dacht dat hij een hoofdrol in de film speelde, maar in het uiteindelijk resultaat is hij maar 5 minuten te zien met amper twee lijntjes tekst.

## Rolverdeling
| Acteur            | Personage                       |
| ----------------- | ------------------------------- |
| Sean Penn         | Eerste Sergeant Edward Welsh    |
| Adrien Brody      | Korporaal Geoffrey Fife         |
| Jim Caviezel      | Soldaat Edward Witt             |
| Ben Chaplin       | Soldaat Jack Bell               |
| George Clooney    | Kapitein Charles Bosche         |
| John Cusack       | Kapitein John Gaff              |
| Woody Harrelson   | Sergeant William Keck           |
| Elias Koteas      | Kapitein James 'Bugger' Staros  |
| Jared Leto        | Tweede Luitenant William Whyte  |
| Dash Mihok        | Soldaat Eerste Klas Don Doll    |
| Tim Blake Nelson  | Soldaat David Tills             |
| Nick Nolte        | Luitenant Kolonel Gordon Tall   |
| John C. Reilly    | Sergeant Maynard Storm          |
| Larry Romano      | Soldaat Alfredo Mazzi           |
| John Savage       | Sergeant Jack McCron            |
| John Travolta     | Brigadier Generaal Quintard     |
| Thomas Jane       | Soldaat Hiram Ash               |
| Kirk Acevedo      | Soldaat Vincent Tella           |
| Mark Boone Junior | Soldaat Christopher Peale       |
| Don Harvey        | Sergeant Paul Becker            |
| Nick Stahl        | Soldaat Eerste Klas Edward Bead |
| Miranda Otto      | Marty Bell                      |

## Soundtrack
De originele soundtrack van de film werd gecomponeerd door Hans Zimmer. Het album met dezelfde naam werd op 12 januari 1999 uitgebracht door RCA Records.